# Итальянская социалистическая партия (2007)
Итальянская социалистическая партия (итал. Partito Socialista Italiano) — итальянская реформистская социалистическая политическая партия, созданная в 2007 году под названием Социалистическая партия (итал. Partito Socialista) и принявшая современное наименование в 2009 году, когда заявила себя преемницей прежней ИСП, распавшейся в 1994 году.

## История
После решения 47-го съезда ИСП в ноябре 1994 года о самороспуске партии, возникли политические структуры, стремившиеся занять её место — Итальянские социалисты и Реформистская социалистическая партия, а также Лейбористская федерация. В 1998 году возникла партия Итальянские социал-демократы во главе с Энрико Боселли, но социалисты, по своим взглядам стоящие ближе к правоцентристам, создали в 2001 году Новую ИСП.
13 июля 2007 года сформировано социалистическое учредительное собрание (Costituente socialista) с целью объединения в одной партии приверженцев социалистических идей. Среди крупнейших структур, принявших участие в объединительном процессе, были Итальянские социал-демократы во главе с Энрико Боселли, «Социалисты» Бобо Кракси и Новая ИСП Джанни Де Микелиса; позднее в том же году после провала эксперимента с партией «Роза в кулаке» была создана Социалистическая партия во главе с Энрико Боселли. К ней также присоединилась «Демократия и социализм» — группа членов «Демократических левых» из «Левых демократов», отказавшихся вливаться в Демократическую партию.
На парламентских выборах в апреле 2008 года новая партия получила лишь 0,9 % голосов избирателей, и парламент впервые в истории Итальянской Республики остался без социалистов. На Первом национальном съезде партии 4-6 июля 2008 года в Монтекатини-Терме Боселли ушёл в отставку, вместо него партию в должности национального секретаря возглавил Риккардо Ненчини, а 7 октября 2009 года по его инициативе правление партии приняло новое наименование: Итальянская социалистическая партия.

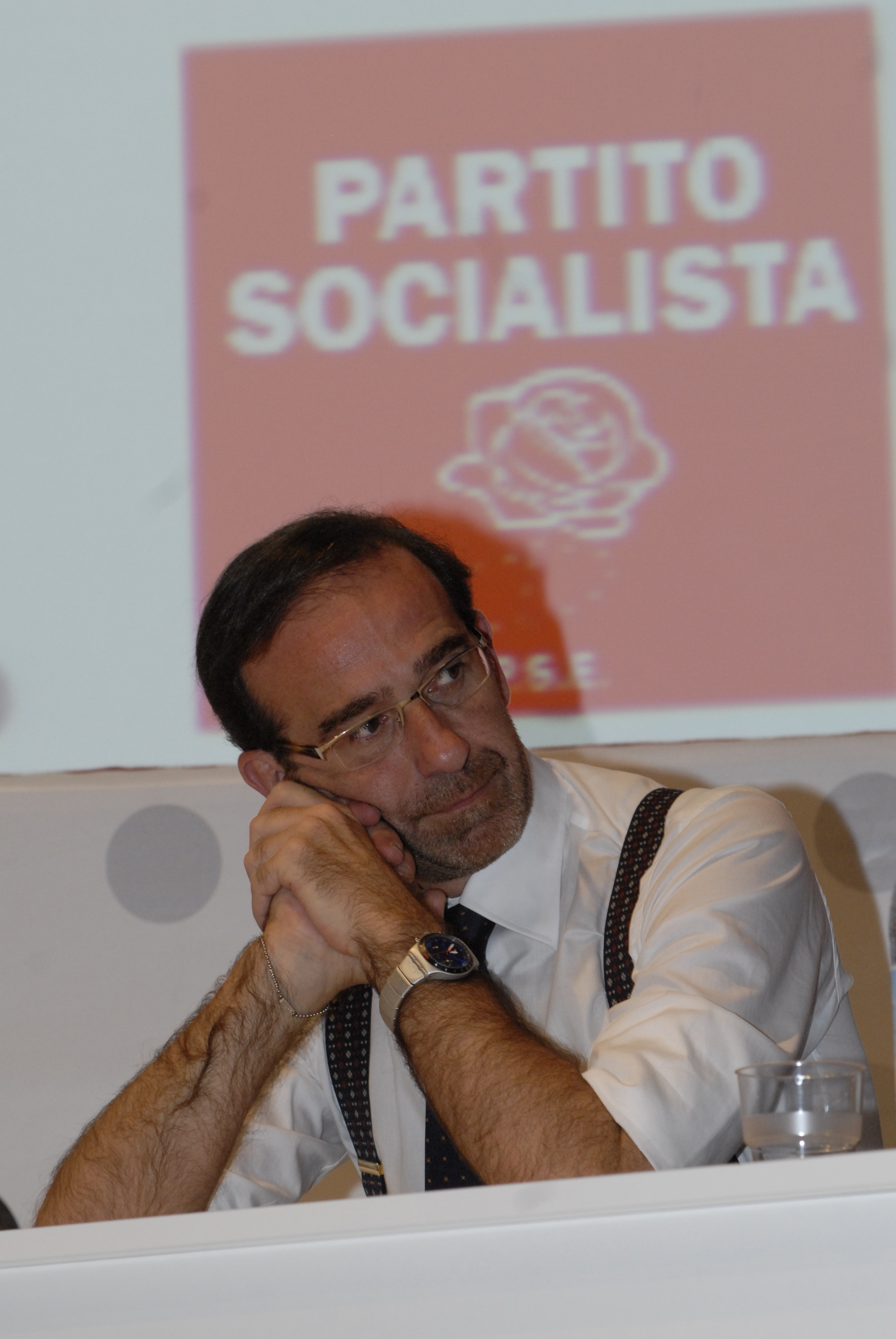
Лидер партии — Риккардо Ненчини

В 2009 году ИСП вошла в коалицию «Левые и свобода» (Sinistra e Libertà), но вскоре оставила её.
В 2012 году партия в преддверии парламентских выборов 2013 года приняла участие в левоцентристской коалиции Берсани «Италия. Общее благо», проведя своих кандидатов в Палату депутатов и Сенат по спискам Демократической партии.
В 2014—2016 годах ИСП была представлена в правительстве Ренци — Риккардо Ненчини являлся заместителем министра инфраструктуры.
В правительстве Джентилони 29 декабря 2016 года Ненчини занял должность младшего статс-секретаря Министерства инфраструктуры и транспорта.
14 декабря 2017 года социалисты образовали вместе с «зелёными», сторонниками Романо Проди, выходцами из партии «Левые Экология Свобода» и другими предвыборный список «Вместе — Италия и Европа».
4 марта 2018 года блок пошёл на очередные парламентские выборы в составе левоцентристской коалиции, возглавляемой Демократической партией, и получил по пропорциональной системе поддержку около 0,5 % избирателей (только по одномандатным округам удалось провести по одному человеку в каждую из палат парламента).
31 марта 2019 года на съезде в Риме новым национальным секретарём партии избран 40-летний депутат регионального совета Кампании Энцо Марайо.
В сентябре 2019 года избранный от ИСП Риккардо Ненчини согласился на создание новой фракции в Сенате — «Италия Вива — ИСП».